# Гилберт, Льюис (режиссёр)

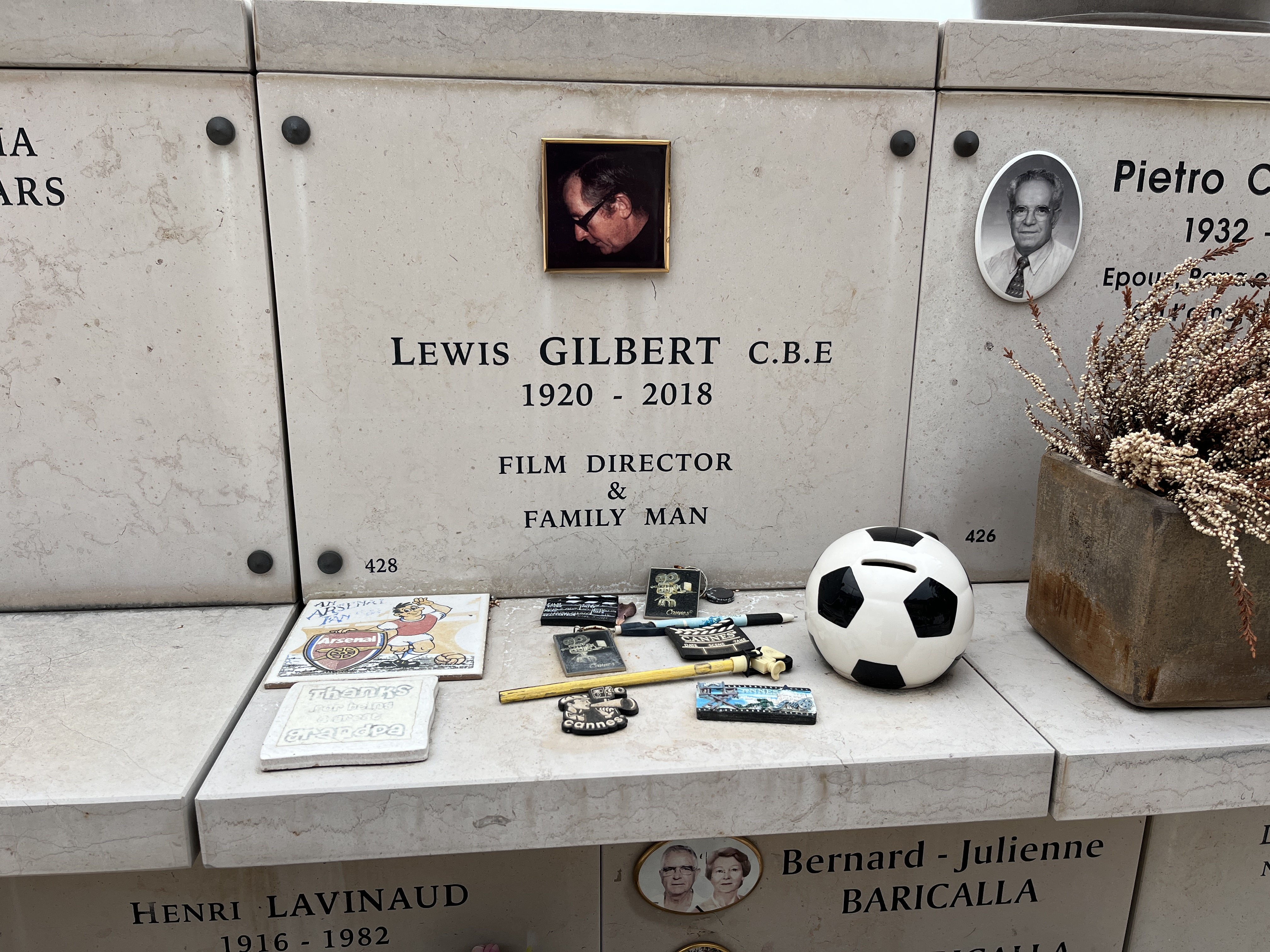
Могила Л.Гилберта в Монако

Льюис Гилберт (англ. Lewis Gilbert; 6 марта 1920, Лондон, Великобритания — 23 февраля 2018, Монако) — британский кинорежиссёр, сценарист и продюсер.

## Биография
Льюис Гилберт родился 6 марта 1920 года в Лондоне в семье артиста эстрады.
В детские и юношеские годы снимался в кино, в возрасте 17 лет сыграл небольшую роль в комедии режиссёра Тима Вилана «Развод леди Икс», где его партнёром по сценической площадке был Лоренс Оливье.
В годы Второй мировой войны служил в отделе пропаганды Военно-воздушных сил Великобритании. Знакомство с американским режиссёром Уильямом Кайли и британским продюсером Артуром Элтоном предопределили выбор профессии.
Наиболее известен по комедийной мелодраме «Алфи», трём лентам из Бондианы («Живёшь только дважды», «Шпион, который меня любил», «Лунный гонщик») и экранным воплощениям пьес британского драматурга Уилли Рассела «Воспитание Риты» и «Ширли Валентайн».

## Избранная фильмография

### Режиссёр
- 1951 — Красная нить / Scarlet Thread
- 1954 — Добро умирает в зародыше / The Good Die Young
- 1955 — В роли мрачной тени / Cast a Dark Shadow
- 1956 — Достичь небес / Reach for the Sky
- 1957 — Восхитительный Крайтон / The Admirable Crichton
- 1958 — И с гордостью её пишите имя[англ.] / Carve Her Name with Pride
- 1958 — Крик с улиц[англ.] / A Cry from the Streets
- 1959 — Паром в Гонконг / Ferry to Hong Kong
- 1960 — Потопить «Бисмарк» / Sink the Bismarck!
- 1961 — Сливовое лето / The Greengage Summer
- 1962 — Вызывающий проклятье / H.M.S. Defiant
- 1964 — Седьмой рассвет / The 7th Dawn
- 1966 — Элфи / Alfie
- 1967 — Живёшь только дважды / You Only Live Twice
- 1970 — Искатели приключений / The Adventurers
- 1971 — Друзья / Friends
- 1974 — Пол и Мишель / Paul and Michelle
- 1975 — Операция «Восход» / Operation: Daybreak
- 1976 — Семь ночей в Японии / Seven Nights in Japan
- 1977 — Шпион, который меня любил / The Spy Who Loved Me
- 1979 — Лунный гонщик / Moonraker
- 1983 — Воспитание Риты / Educating Rita
- 1989 — Ширли Валентайн / Shirley Valentine
- 1991 — Сценический дебют / Stepping Out (другое название — «Выход на сцену»)
- 1995 — Дом призраков / Haunted
- 2002 — Перед тем, как ты уйдёшь / Before You Go

### Сценарист
- 1954 — Добро умирает в зародыше / The Good Die Young
- 1956 — Достичь небес / Reach for the Sky
- 1957 — Восхитительный Крайтон / The Admirable Crichton
- 1958 — И с гордостью её пишите имя[англ.] / Carve Her Name with Pride
- 1959 — Паром в Гонконг / Ferry to Hong Kong
- 1970 — Искатели приключений / The Adventurers
- 1971 — Друзья / Friends (рассказ)
- 1974 — Пол и Мишель / Paul and Michelle (рассказ)
- 1995 — Дом призраков / Haunted

### Продюсер
- 1966 — Элфи / Alfie
- 1970 — Искатели приключений / The Adventurers
- 1971 — Друзья / Friends
- 1974 — Пол и Мишель / Paul and Michelle
- 1976 — Семь ночей в Японии / Seven Nights in Japan
- 1983 — Воспитание Риты / Educating Rita
- 1989 — Ширли Валентайн / Shirley Valentine
- 1991 — Сценический дебют / Stepping Out (другое название — «Выход на сцену»)
- 1995 — Дом призраков / Haunted

## Награды
- Золотая пальмовая ветвь Каннского фестиваля («Альф», номинация)
- Специальный приз жюри Каннского фестиваля («Альф», победитель)
- Премия «Оскар» за лучший фильм («Альф», номинация)
- Премия «Золотой глобус» за лучшую режиссёрскую работу («Альф», номинация)
- Премия «Золотой глобус» за лучший фильм на иностранном языке («Воспитание Риты», номинация)
- Премия BAFTA за лучший фильм («Воспитание Риты», победитель)
- Премия BAFTA за лучший фильм («Ширли Валентайн», номинация)
- Премия BAFTA за лучший сценарий для британского фильма («Достичь небес», номинация)
- Премия BAFTA за лучший британский фильм («Альф», номинация)
- Большой приз Московского международного кинофестиваля («Крик с улиц», номинация)
- Серебряный ворон Брюссельского международного фестиваля фильмов в жанре фэнтези, научной фантастики и триллеров («Дом призраков», победитель)
- Приз Гильдии американских режиссёров за лучшую режиссуру — Художественный фильм («Потопить Бисмарк», номинация)
- Приз Гильдии американских режиссёров за лучшую режиссуру — Художественный фильм («Альф», номинация)
- Специальный приз британской премии «Ивнинг стандарт» (победитель)
- Приз Дилис Пауэлл Лондонского кружка кинокритиков (победитель)